# Beatriz de Albuquerque
Beatriz de Albuquerque (Portugal, 1517 — Pernambuco, 1584) , por vezes Brites, na grafia da época, foi uma nobre portuguesa, esposa do primeiro capitão-donatário da Capitania de Pernambuco, Duarte Coelho. Por ter assumido o governo da Capitania após a morte do marido, é reconhecida como a primeira governante das Américas.

## Biografia
Nascida em Portugal, era filha de Joana de Bulhões e Lopo de Albuquerque. Brites, ou Beatriz, como era também chamada, fazia parte da poderosa família dos Albuquerque, arrolados entre os “barões assinalados” do poema Os Lusíadas, sendo sobrinha de Afonso de Albuquerque.
Chegou ainda jovem a Pernambuco (9 de março de 1535), acompanhando o seu marido, Duarte Coelho, que recebera a posse da Capitania, por doação de el-Rei D. João III. Além do esposo, Brites partiu para o Brasil acompanhado de seu irmão, Jerônimo de Albuquerque.
Por volta de 1553, quando o marido retorna a Portugal acompanhado dos filhos do casal, Duarte Coelho de Albuquerque e Jorge de Albuquerque Coelho, Dona Beatriz assume interinamente o governo da capitania, assistida por seu irmão, Jerônimo de Albuquerque, que se havia estabelecido na região e casado com a tabajara Muira-Ubi, depois batizada Maria do Espírito Santo Arcoverde, filha do cacique Uira Ibi. Jerônimo ficaria conhecido na história como “O Adão Pernambucano”, por ter deixado vastíssima descendência por todo o Brasil.
Em 1554 com a morte de seu marido, Duarte Coelho, em Portugal, ela própria ocupará o cargo, assumindo, assim, todas as honras e obrigações adjacentes ao título, sendo que a designariam por "capitoa" pela firmeza de sua gestão. Manteve-se no posto até a maioridade do seu filho mais velho, Duarte Coelho de Albuquerque, que estudava em Portugal, juntamente com seu irmão Jorge de Albuquerque Coelho. Quando ambos chegam ao Brasil, em 1560, Duarte assume o governo de Pernambuco, mas tão somente até 1572, data em que terá sido chamado de regresso a Portugal. Duarte e Jorge são incorporados à armada do rei D. Sebastião, que avançava sobre a África. Ambos são gravemente feridos após a batalha de Alcácer-Quibir, em 4 de agosto de 1578, e nunca mais retornariam ao Brasil. Assim, uma vez mais, Dona Beatriz ficará no comando das terras pernambucanas, exercendo essa função até o fim de sua vida.
Dona Beatriz é considerada pelos especialistas como uma das mais ilustres brasileiras, sendo que durante o seu governo, manteve a ordem e a paz da Capitania de Pernambuco, combatendo as insurreições indígenas, legislando e controlando os assuntos dos colonos e construindo e urbanizando núcleos, como Olinda, onde faleceu, provavelmente entre junho e outubro de 1584.